# Playas de Cartavio y Torbas
Las playas de Cartavio y Torbas se encuentran en el concejo asturiano de Coaña, y muy cerca de la localidad de Cartavio.
Son dos calas seguidas formando ambas una ensenada. Forman parte de la Costa Occidental de Asturias y, al menos, la de Torbas presenta vegetación en la playa y protección medioambiental por estar catalogada como ZEPA y LIC.

## Descripción
La playa de Cartavio tiene una longitud de unos 100-110 metros y una anchura media de unos 20 a 25 metros. La playa de Torbas, que es la continuación de la de Cartavio hacia el oriente, es mucho más larga pues tiene aproximadamente 730 metros de longitud y una anchura media de 20 metros. Su lecho es de arenas grises y cantos rodados, tienen un bajo grado de ocupación, sus entornos son rurales y, por tanto, de bajo grado de urbanización. Ambas playas están separadas por unos promontorios durante la pleamar. A la playa de Tobas, que es la mayor, se accede desde el núcleo urbano de Loza por una carretera cómoda y fácil que termina en un aparcamiento. Desde ahí a la playa hay unas escaleras.
Para acceder sin necesidad de navegador o GPS hay que llegar hasta el pueblo de Cartavio y tomar una carretera en dirección este que parte desde una escultura. Se toma la primera desviación hacia la izquierda y, ya por un camino, se llega a una pequeña iglesia donde hay que aparcar el automóvil. A partir de ahí y mediante una pista de tierra descendente y corta se llega a la playa. Este enclave de dos playas está limitado al este por la «punta del Palo» y por el oeste por la playa de El Barco. En la plata de Torbas desemboca un arroyo. Las actividades recomendadas como óptimas son la pesca submarina y la recreativa. Esta es una playa considerada como apta para toda la familia.